# یواس‌اس بینبریج (دی‌دی‌جی-۹۶)
یواس‌اس بینبریج (دی‌دی‌جی-۹۶) (به انگلیسی: USS Bainbridge (DDG-96)) یک کشتی است که طول آن ۵۰۹ فوت ۶ اینچ (۱۵۵٫۳ متر) می‌باشد. این کشتی در سال ۲۰۰۴ ساخته شد.